# Акритас (мыс)
Акритас (греч. Ακρωτήριο Ακρίτας) — мыс в Греции, юго-западная оконечность полуострова Пелопоннес и южная оконечность Мессении. Образован южной стороной горы Ликодимон в южной части полуострова Пелопоннес. Расположен на территории общины Пилос-Нестор в периферийной единице Месиния в периферии Пелопоннес, в 7 милях от Корони и 21,5 от Каламаты. Он лишен растительности и окружен скалистыми островами Инусе и Авго (Петрокараво).
Ограничивает с запада вход в залив Месиниакос Ионического моря, в то время как мыс Тенарон ограничивает его с востока. С востока ограничивает бухту Финикус.
С запада ограничивает равнину, которая вследствие своей плодородности получила название Макария (греч. «Μάκαρ πεδίον» ή «Μακαρία»), то есть счастливая или благословенная и орошается рекой Памисос.
Упоминается Страбоном как Акри́т и Павсанием как Акри́та. В XIX веке имел название Галло (Капе Галло, Κάβο-Γκάλος, искажённое вен. Gabo-Gallo).
Вместе с островами Инусе мыс Акритас входит в экологическую сеть «Натура 2000».